# Список оборонних підприємств України
У цій статті міститься список українських підприємств, залучених до оборонно-промислового комплексу України (ОПК) в будь-який період часу, починаючи з 1991 року.
Найбільшою складовою українського ОПК є державний концерн «Українська оборонна промисловість» (до 2023 — «Укроборонпром»), який було створено у 2010 році.
Список упорядковано за алфавітом у межах кожного розділу.

## Авіабудування
| Назва                                                        | Власність | Область/Населений пункт                          | Сфера діяльності | Роки діяльності |
| ------------------------------------------------------------ | --------- | ------------------------------------------------ | --- | --------------- |
| Вінницький авіаційний завод (ВіАЗ)                           |           | Вінницька область / Вінниця                      | Ремонт авіаційних двигунів, літаків, гелікоптерів; |                 |
| 732-й вінницький ремонтний завод                             |           | Вінницька область / Вінниця                      | Виконання капітального ремонту засобів аеродромно-технічного забезпечення польотів, ремонт автомобільних двигунів різних марок; |                 |
| Луцький ремонтний завод «Мотор»                              |           | Волинська область / Луцьк                        | Капітальний ремонт авіадвигунів Д-30КП(КП-2), РД-33, АЛ-21Ф-3, АЛ-31Ф, виносних коробок агрегатів ВКА-99 і всіх комплектуючих їх агрегатів. |                 |
| ДКБ «Південне» ім. М.К. Янгеля                               |           | Дніпропетровська область / Дніпро                | Конструкторське б'юро з розробки бойових ракетних комплексів та ракетно-космічних систем. |                 |
| Південний машинобудівний завод (Південмаш)                   |           | Дніпропетровська область / Дніпро                | Підприємство із виробництва ракетно-космічної техніки та технологій оборонного, наукового та народногосподарського призначення. |                 |
| Павлоградський хімічний завод                                |           | Дніпропетровська область / Павлоград             | Виробник промислових вибухових речовин (більше 35000 т/рік)[коли?]. Єдине підприємство в Україні, що має потужності по виготовленню твердого ракетного палива і ракетних двигунів на його основі для ракет різних класів. |                 |
| Закарпатське вертолітне виробниче об'єднання                 |           | Закарпатська область / смт. Дубове               | Виробництво деталей для авіаційної техніки. |                 |
| Тячівський завод «Зеніт»                                     |           | Закарпатська область / Тячів                     | Виробництво передавальної апаратури. |                 |
| Запорізький державний авіаційний ремонтний завод «МіГремонт» |           | Запорізька область / Запоріжжя                   | Модернізація, середній (капітальний) ремонт і ремонт за технічним станом літаків МіГ-25, Су-27, Су-17, Су-25, Су-17 всіх модифікацій, їх агрегатів і систем, а також технічний супровід експлуатації літаків зазначених типів. |                 |
| КБ «Прогрес» ім. академіка О. Г. Івченка (Івченко-Прогрес)   |           | Запорізька область / Запоріжжя                   | Проектування, виготовлення, випробування, доведення, сертифікація, постановка на серійне виробництво і ремонт газотурбінних двигунів авіаційного та промислового застосування. |                 |
| ДВТП «Південавіпромналадка»                                  |           | Запорізька область / Запоріжжя                   | Монтаж, налаштування та сервісне обслуговування систем обігріву, вентиляції і кондиціонування повітря.[джерело?] |                 |
| Мотор Січ                                                    | приватна  | Запорізька область / Запоріжжя                   | Одне з провідних у світі підприємств з розробки, виробництва, ремонту та сервісного обслуговування авіаційних газотурбінних двигунів для літаків та вертольотів, а також промислових газотурбінних установок. |                 |
| Антонов                                                      | державна  | Київ                                             | Повний цикл створення сучасних літаків — від передпроектних наукових досліджень до будування, випробувань, сертифікації, серійного виробництва й післяпродажного обслуговування. Модифікація пасажирських, транспортних і спеціалізованих літаків. Див. також розділ Виробництво БПЛА. |                 |
| 410-й завод цивільної авіації                                |           | Київ                                             | Капітальний ремонт і обслуговування літаків Ан-24, Ан-26, Ан-30, Ан-32, Ан-72, Ан-74. Капітальний ремонт авіаційних двигунів Д-36. Переобладнання і модернізація літаків зазначених типів, в тому числі модернізація авіаційного та радіоелектронного обладнання, доопрацювання гідравлічної, кисневої та протипожежної систем, а також переобладнання вантажних літаків (Ан-26, Ан-72, Ан −74) в конвертований (вантажопасажирський) або адміністративний (VIP) варіанти. Капітальний ремонт допоміжних силових установок ТГ-16М і РУ-19А-300. Модернізація гелікоптерів Мі-8Т в варіант Мі-8МСБ шляхом встановлення сучасних двигунів ТВ3-117ВМА-СБМ1В (спільно з АТ «Мотор Січ»). |                 |
| Арсенал                                                      | державна  | Київ                                             | Провідний розробник і виробник оптичних і оптико-електронних приладів для космічної, авіаційної та наземної техніки військового і цивільного призначення в Україні. |                 |
| Радіонікс                                                    | приватна  | Київ                                             | Основним напрямком діяльності ТОВ «Радіонікс» є розробка, ремонт і модернізація бортових радіоелектронних систем, оптикоелектронні обладнання, наземних автоматизованих перевірочних комплексів і систем радіоелектронної протидії. |                 |
| Фазотрон-Україна                                             | приватна  | Київ                                             | Спільне україно-російське підприємство (київський філіал ФАЗОТРОН-НДІР) з розробки та виробництва радарів і авіоніки. |                 |
| Український НДІ авіаційної технології                        | приватна  | Київ                                             | Інженерно-технічна допомога авіаційним заводам у розробці серійної технології випуску нової авіаційної техніки та освоєння її виробництва.[джерело?] |                 |
| ДКБ авіації загального призначення                           |           | Київська область / с. Петропавлівська Борщагівка | Розробка та моделювання надлегкої авіаційної техніки (авіаційна техніка, дельтаплани і їх запасні частини, проектні розробки, консультанти, інжиніринг у транспортних засобах та обладнанні, випробування, інжиніринг з авіаційної техніки). |                 |
| Львівський державний авіаційно-ремонтний завод               |           | Львівська область / Львів                        | Ремонт авіаційної техніки військового призначення. Спеціалізація заводу — фронтові винищувачі і винищувачі-бомбардувальники типу «МіГ». |                 |
| Львівський науково-дослідний радіотехнічний інститут         |           | Львівська область / Львів                        | Розробка і впровадження нової техніки в області радіолокації і радіотехнічних систем для різних цілей у широкому діапазоні хвиль до 95 ГГц і інформаційно-керуючих систем для наземних транспортних засобів устаткування. |                 |
| Львівське об'єднання радіотехнічної апаратури (ЛОРТА)        |           | Львівська область / Львів                        | Основними напрямками діяльності Львівського державного заводу «ЛОРТА» є виробництво: — виробів до ЗРК С-300, авіаційної та бронетанкової техніки; — бортової апаратури (радіотелеметрій передачі на наземну станцію інформації про місцезнаходження повітряного об'єкта, апаратури управління, розташованої на космічних апаратах, радіоприймачів надвисокочастотного діапазону, апаратури формування команд управління для вертольотів); — радіолокаційних станцій; — наземної апаратури (апаратури формування команд управління для танків і бронетранспортерів, цифрових обчислювальних систем і апаратури контролю зенітно-ракетних комплексів); — ремонтних станцій, призначених для забезпечення робіт з технічного обслуговування і ремонту цифрових обчислювальних систем зенітно-ракетних комплексів; — радіовимірювальної апаратури (осцилографів CI-83, CI-99, CI-104, 1101, 1204 зі смугою пропуску від 5 до 500 МГц); |                 |
| Миколаївський авіаремонтний завод                            |           | Миколаївська область / Миколаїв                  | Завод спеціалізується на капітальному і середньому ремонті різних типів літаків і двигунів, а також корабельних газотурбінних установок і комплектуючих виробів. |                 |
| Одеський авіаційний завод                                    |           | Одеська область / Одеса                          | Ремонт літаків МіГ-21 (всіх модифікацій), МіГ-23, МіГ-27, Л-39. Модернізація літаків МіГ-21 і Л-39. Ремонт авіаційних двигунів різних марок та їх агрегатів. Обладнання літаючих госпіталів і салонів підвищеної комфортності для літаків транспортної авіації та вертольотів. Ремонт агрегатів літаків МіГ-29, Ан-12, Ан-24, Ан-26 і Як-40. Виготовлення всіх видів гумотехнічних виробів, що працюють в середовищі авіаційного палива та мастил для будь-яких видів авіатехніки. Виготовлення будь-яких елементів засклення з органічного орієнтованого і неорієнтованого скла на будь-які типи авіаційної техніки. |                 |
| Чугуївський авіаційний ремонтний завод                       |           | Харківська область / Чугуїв                      | Капітальний ремонт і модернізація літаків Л-39С, Л-39ZA, Л-39ZO, їх вузлів, агрегатів та устаткування, допоміжних силових установок «САПФІР-5», демілітаризація, доробка літаків під Л-39Д і постачання замовнику (відповідно до вимог цивільної авіації), виготовлення засобів наземного забезпечення, інструментів для ремонту та експлуатації авіаційної техніки. Виробництво та переоснащення безпілотних авіаційних комплексів (БПЛА «Стрепет»). Ремонт і модернізація літаків МіГ-23 всіх модифікацій, ремонт вузлів, агрегатів і систем літаків МіГ-21, МіГ-27, МіГ-29. |                 |
| Харківський машинобудівний завод «ФЕД»                       |           | Харківська область / Харків                      | Виробництво високоточної паливорегулюючої апаратури, інтегральних гідроприводів, гідромоторів, гідронасосів, насосних станцій для авіаційної промисловості та інших галузей машинобудування. |                 |
| Харківське агрегатне конструкторське бюро                    |           | Харківська область / Харків                      | Регульовані і нерегульовані аксіально-плунжерні насоси, гідромотори, високооборотні аксіально-плунжерні насоси, електроприводні насосні станції, автономні електрогідравлічні приводи для авіації, рульові корабельні комплекси на момент, електромеханічні приводи для авіації, гідротрансформатори, ручні насоси, гідророзподільна апаратура, гідрооб'ємні передачі, паливно-регулююча апаратура.[джерело?] |                 |
| Харківське державне авіаційне виробниче підприємство         |           | Харківська область / Харків                      | Виробництво літаків Ан-74, Ан-74-ТК-300, Ан-148-100, ХАЗ-30 і запасних частин до них. |                 |
| ПАТ «Хартрон»                                                | приватна  | Харківська область / Харків                      | науково-виробнича організація, провідний світовий розробник і виробник систем керування у ракетно-космічній галузі (ракети стратегічного призначення, ракети-носії космічних апаратів (легкого й середнього класу), системи керування космічних апаратів важкого класу), енергетиці (у тому числі атомній), залізничному транспорті. |                 |
| 171-й чернігівський ремонтний завод                          |           | Чернігівська область / Чернігів                  | Ремонт аеродромної техніки. |                 |
| Конотопський авіаремонтний завод «Авіакон»                   |           | Сумська область / Конотоп                        | Капітально-відновлювальний ремонт, переобладнання та модернізація вертольотів Мі-6, Мі-2, Мі-8, Мі-17, Мі-24, Мі-35 і Мі-26 всіх модифікацій та їх обладнання. |                 |
|                                                              |           |                                                  | |                 |

### ВиробництвоБПЛА
| Назва                                      | Власність | Область/Населений пункт         | Сфера діяльності                                                                    | Роки діяльності |
| ------------------------------------------ | --------- | ------------------------------- | ----------------------------------------------------------------------------------- | --------------- |
| Авіаційні системи України                  | приватна  |                                 | Виробництво розвідувальних БПЛА: АСУ-1 «Валькірія».                                 |                 |
| Аеророзвідка                               | приватна  |                                 | Виробництво ударних БПЛА: R18. Див. також розділ Електроніка.                       |                 |
| Антонов                                    | державна  | Київ                            | Виробництво багатоцільових БПЛА: Горлиця та інших. Див. також розділ Авіабудування. | з 1946          |
| Атлон Авіа                                 | приватна  |                                 | Виробництво розвідувальних і ударних БПЛА: Фурія, Грім.                             |                 |
| «Меридіан» імені С. П. Корольова           | приватна  |                                 | Виробництво розвідувальних БПЛА: Spectator.                                         |                 |
| УкрДжет                                    | приватна  |                                 | Виробництво багатоцільових і ударних БПЛА: UJ-22 Airborne, UJ-25 Skyline.           |                 |
| Чернігівський завод радіоприладів (Чезара) | державна  | Чернігівська область / Чернігів | Виробництво ударних БПЛА Warmate.                                                   |                 |
| DeViRo                                     | приватна  |                                 | Виробництво розвідувальних БПЛА: Лелека-100.                                        |                 |
| UA Dynamics                                | приватна  |                                 | Виробництво ударних БПЛА: Punisher.                                                 |                 |
| Ukrspecsystems                             | приватна  | Київ                            | Виробництво розвідувальних БПЛА: PD-1, PD-2, SHARK та інших.                        | з 2014          |

## Боєприпаси, високоточне озброєння, протиповітряна оборона
| Назва                                                             | Власність | Область/Населений пункт               | Сфера діяльності | Роки діяльності |
| ----------------------------------------------------------------- | --------- | ------------------------------------- | --- | --------------- |
| Костянтинівське казенне науково-виробниче підприємство «Кварсит»  | державна  | Донецька область / Костянтинівка      | Виробництво радіопрозорих термостійких носових обтічників з сита (пірокерама) і кварцової кераміки для авіаційних керованих ракет і зенітно-ракетних комплексів.[джерело?] |                 |
| Житомирський ремонтний завод радіотехнічного обладнання «Промінь» | державна  | Житомирська область / п. Новоівницьке | Ремонт і технічне обслуговування техніки ППО, виготовлення запасних частин. |                 |
| Жулянський машинобудівний завод «Візар»                           | державна  | Київська область / Вишневе            | Виробництво, ремонт і сервісне обслуговування зенітних ракет для зенітно-ракетних комплексів. |                 |
| КБ «Луч»                                                          | державна  | Київ                                  | Пошукові, науково-дослідні та дослідно-конструкторські роботи зі створення а також виготовлення та модернізація модернізація, ремонт та продовження призначеного строку служби: протитанкових керованих ракет, ракетних комплексів наземного, повітряного і морського базування, авіаційних та зенітних керованих ракет, мінно-торпедного озброєння, систем керування ракет та інших керованих засобів ураження, тренажерів протитанкових ракетних комплексів, телеметричних систем протитанкових ракетних комплексів, систем автоматизованого контролю і діагностування керованих засобів ураження. |                 |
| ДНДІ «Буран»                                                      | державна  | Київ                                  | Розробка радіоелектронних комплексів системи попередження про зіткнення для авіаційної техніки.[джерело?] |                 |
| Машинобудівна фірма «Артем»                                       | державна  | Київ                                  | Виробництво спеціалізованої авіаційної техніки.[джерело?] |                 |
| Київський завод «Радар»                                           | приватна  | Київ                                  | Виробництво сучасного радіоелектронного і радіолокаційного обладнання для авіаційної техніки. |                 |
| ДАХК «Артем»                                                      | державна  | Київ                                  | Виробництво більше 70 найменувань спеціальної та авіаційної техніки. Зокрема: авіаційні керовані ракети класу «повітря-повітря» для озброєння літаків типу МіГ, Су; комплекси автоматичної перевірки і підготовки до використання всіх видів керованих засобів ураження; пристрої та обладнання для авіаційних повітряних апаратів; |                 |
| Державний НДІ Хімічних продуктів                                  | державна  | Сумська область / Шостка              | Проектування і розробка боєприпасів різного класу і призначення та їх складових частин. Розробка рецептур, технологій та обладнання з виготовлення промислових вибухових речовин, засобів піротехніки. Розробка технологій і створення виробництв утилізації боєприпасів та їх складових частин. Науково-технічний супровід виробництв спецхімії щодо забезпечення охорони роботи. |                 |
| Шосткинський казенний завод «Імпульс»                             | державна  | Сумська область / Шостка              | Виробництво засобів ініціювання промислових вибухових речовин: електродетонатори, неелектричних система ініціювання вибуху «Імпульс», шашки тротилові, капсулі-детонатори, реле піротехнічне, детонувальний шнур. Виробництво елементів боєприпасів: капсулі-запали для стрілецької зброї, елементи вогневих ланцюгів для артилерійських, мінометних та авіаційних пострілів, детонатори для гранат, трасери артилерійські. |                 |
| Шосткинський казенний завод «Зірка»                               | державна  | Сумська область / Шостка              | Виробництво боєприпасів, вибухових речовин, продукції промислово-технічного призначення, роботи з утилізації непридатних для подальшого використання боєприпасів. |                 |
| Балаклійський ремонтний завод                                     | державна  | Харківська область / Балаклія         | Ремонт техніки ППО: ЗСУ-23-4 «Шилка», ЗРПК 2К22 «Тунгуска», ЗРК 9К3ЗМ2 (МЗ) «ОСА», ЗРК 2К12М, ЗРС 9К330 «ТОР», ЗРК 9К37М1 «БУК», ПУ 9С482М. Ремонт радіодальноміру П-37р, РПК-1 «Ваза», зенітних установок ЗУ-23-2, ЗПУ-4, ЗПУ-2, ЗУ-2. Ремонт станцій наземної артилерійської розвідки 1РЛ232 (СНАР-10). Виробництво комплектуючих засобів ППО. |                 |
| Ізюмський приладобудівний завод                                   | державна  | Харківська область / Ізюм             | Оптичне скловаріння і виробництво лінз для об'єктивів (окулярів), призм спектральних різних конфігурацій, дзеркал сферичних (плоских). |                 |
| Красилівський агрегатний завод                                    | державна  | Хмельницька область / Красилів        | Виробництво обладнання для авіаційної техніки: пусковий пристрій АПУ-470, пусковий пристрій 0-25Л, балковий тримач БДЗ-УСК-Б, замок Д3-УМ, уніфікований контейнер КМГУ-2. |                 |
| НВК «Прогрес»                                                     | державна  | Чернігівська область / Ніжин          | Розробка і виробництво складних оптико-електронних приладів і гіроскопічних пристосувань, що використовуються в озброєнні (в комплексах високоточного артилерійського озброєння, голівках самонаведення ЗРК, ракет класу повітря-повітря і систем захисту літальних апаратів від ураження ракетами з тепловими головками самонаведення). |                 |
| ЦКБ «Ритм»                                                        | приватна  | Чернівецька область / Чернівці        | Наукові дослідження та виробництво напівпровідникових фотоприймальних пристроїв для використання в головках самонаведення керованої зброї, лазерних далекомірах, системах теплобачення. |                 |

## Електроніка
| Назва                                                | Власність | Область/Населений пункт                | Сфера діяльності | Роки діяльності |
| ---------------------------------------------------- | --------- | -------------------------------------- | --- | --------------- |
| Український НД КТІ Еластомірних матеріалів і виробів | державна  | Дніпропетровська область / Дніпро      | Розробка та виготовлення всіх типів гумотехнічних виробів для всіх галузей промисловості на базі проведених НДДКР; • створення нових матеріалів (у тому числі клеїв, герметиків, еластомірних композицій) і технологій виробництва виробів з еластомерів, розробка нормативної документації, в тому числі конструкторської, технологічної; • розробка і виготовлення приладів для метрологічного забезпечення виробництва та випробувань гумотехнічних виробів.                                                                                    |                 |
| Радіоприлад                                          | державна  | Запорізька область / Запоріжжя         | Розробка та виробництво засобів зв'язку і засобів криптографічного захисту інформації. |                 |
| НВК «Іскра»                                          | державна  | Запорізька область / Запоріжжя         | Сфера діяльності: розробка і виробництво наземних радіолокаційних станцій оборонного призначення, а також пересувних електростанцій. |                 |
| НТК «Імпульс»                                        | державна  | Київ                                   | Розробка і виробництво засобів обробки, передачі та захисту інформації. |                 |
| Радіовимірювач                                       | державна  | Київ                                   | Виробництво продукції виробничо-технічного призначення: апаратури навігації та посадки для літаків цивільної авіації, виробів гібридної та функціональної мікроелектроніки: мікроскладення і микроблока для надвисокочастотної і аналого-цифрової апаратури, товарів народного споживання; |                 |
| НДІ «Квант»                                          | державна  | Київ                                   | Розробка радіолокаційних систем і комплексів оптико-електронної протидії високоточній зброї, систем цілевказівки для ударного ракетного озброєння. |                 |
| Київський НДІ гідроприладів                          | державна  | Київ                                   | Фундаментальні та прикладні дослідження у сфері створення акустичних і гідроакустичних приладів. |                 |
| СКБ «Спектр»                                         | державна  | Київ                                   | Науково-дослідні та дослідно-конструкторські роботи в галузі НВЧ-техніки військового та загального призначення. |                 |
| Київський державний завод «Буревісник»               | державна  | Київ                                   | Складне морське приладобудування. |                 |
| Завод «Генератор»                                    | державна  | Київ                                   | Виготовлення та ремонт приладів НВЧ, ремонт і модернізація ЗРК малої і середньої дальності. Виробництво електровакуумних і напівпровідникових приладів НВЧ діапазону, призначених для роботи в радіолокаційних станціях, бортовій апаратурі літаків і кораблів, зенітних ракетних комплексах, техніці зв'язку та вимірювальної НВЧ техніці. |                 |
| КБ Лазерної техніки                                  | державна  | Київ                                   | Розробка і виробництво високотехнологічного обладнання для авіаційної техніки. |                 |
| Центральний НДІ навігації і управління               | державна  | Київ                                   | Розробка сучасних комплексів навігації та управління рухом об'єктів, комплексних систем управління рухомими об'єктами на суші, морі, в повітрі і космосі з використанням космічних технологій і систем. |                 |
| НДІ РС «Квант-Радіолокація»                          | державна  | Київ                                   | Розробка і модернізація багатофункціональних радіолокаційних корабельних комплексів. |                 |
| «Меридіан» ім. С.П. Корольова                        | приватна  | Київ                                   | Виробництво радіовимірювальної апаратури (аналізатори спектра, прилади вимірювання часу, синтезатори і генератори частоти, апаратура спеціального призначення), радіоприймачів, засобів персоналізації комп'ютерних і телекомунікаційних систем. |                 |
| ВАТ Завод «Квант»                                    | приватна  | Київ                                   | Радіоконструкторская розробка. Ремонт радіотехнічного обладнання. Одиночне і серійне виробництво електронних вузлів. |                 |
| Кіровоградський ремонтний завод                      | державна  | Кіровоградська область / Кропивницький | Капітальний ремонт наземних радіотехнічних систем забезпечення польотів авіації. |                 |
| Львівський радіоремонтний завод                      | державна  | Львівська область / Львів              | Капітальний ремонт радіолокаційних станцій розвідки повітряних цілей (П-18, ПРВ-16, ПРВ-13, НРЗ-4П НРЗ-6П, АМУ П-19, АМУ П-14, АМУ 5Н84А, РЛС зенітно-ракетних комплексів С-125, С-75). |                 |
| Державне НДП «Конекс»                                | державна  | Львівська область / Львів              | Розробка та виготовлення бортової апаратури для космічних апаратів: створення програмно-апаратних комплексів приймання, реєстрації та обробки телеметричної інформації; виробництво обладнання для обробки даних дистанційного зондування Землі та управління антенними системами; виробництво багатоспектральних сканерів дистанційного зондування Землі з космосу у видимому і інфрачервоному оптичних діапазонах; виробництво бортових пристроїв збирання, накопичення та компресії інформації; виробництво контрольно-вимірювальної апаратури. |                 |
| Український радіотехнічний інститут                  | державна  | Миколаївська область / Миколаїв        | Інститут займається системним проектуванням радіотехніки і систем для обробки даних, адаптивних систем для КВ і УКХ радіозв'язку, запуск радіосистем для простеження радіозв'язку на великих промислових підприємствах, тим самим забезпечуючи радіозв'язок в радіонепроніцаемих приміщеннях; розробкою загоризонтних РЛС, що працюють на поверхневих радіохвилях, автоматизованих систем радіоуправління і цифрових приладів. |                 |
| Державне південне ВТП                                | державна  | Миколаївська область / Миколаїв        | Складання та налаштування радіоелектронних комплексів на військових і цивільних об'єктах. Розробка розподільних систем для енергетичних і комунальних служб, спеціалізованих керуючих і діагностувальних стендів. Автоматизація технологічних процесів. |                 |
| Державне ВТП «Граніт»                                | державна  | Одеська область / Одеса                | Ремонт радіоелектронного обладнання озброєння, техніки і зброї протиповітряної оборони(в тому числі зенітно ракетних, радіотехнічних та сухопутних військ), протитанкових ракетних комплексів, техніки артилерійської і метеорологічної розвідки |                 |
| СКБ «Молнія»                                         | державна  | Одеська область / Одеса                | Розробка та серійне виготовлення пасивних систем артилерійської розвідки. Виготовлення електронних блоків мішеневих установок для модернізації військових полігонів. |                 |
| НДІ «ШТОРМ»                                          | державна  | Одеська область / Одеса                | Наукові дослідження і розробки систем охолодження і термостабілізації радіоелектронної апаратури спеціального призначення, а також елементної бази для цих систем (насосів, вентиляторів, теплообмінників, реле температури, клапанів роз'єму, перетворювачів витрати температури). Елементи систем забезпечення теплових режимів радіоелектронної апаратури. |                 |
| ТОВ «Телекарт-прилад»                                | приватна  | Одеська область / Одеса                | Виробник засобів зв'язку спеціального призначення. |                 |
| 2-й ремонтний завод засобів зв'язку                  | державна  | Тернопільська область / Бережани       | Ремонт засобів зв'язку (радіостанції середньої і малої потужності, КШМ, радіорелейні станції, окремі радіоприймачі, засоби спецзв'язку). |                 |
| Тернопільський радіозавод «Оріон»                    | приватна  | Тернопільська область / Тернопіль      | Спеціалізується на виробництві різноманітних засобів радіозв'язку УКХ-діапазону. |                 |
| Тернопільське державне НТП «Промінь»                 | державна  | Тернопільська область / Тернопіль      | Розробка і виробництво передавальної апаратури, виготовлення антенних систем з різним діаметром дзеркал для наземних станцій супутникового телебачення та зв'язку. |                 |
| ЦКБ «Протон»                                         | державна  | Харківська область / Харків            | Розробка нових видів радіостанцій. |                 |
| НДІ Радіоелектронної техніки                         | державна  | Харківська область / Харків            | Розробка засобів радіоелектронної боротьби і розвідки: АСУ артилерійськими і ракетними комплексами; радіолокаційні головки самонаведення; станції виявлення перешкод; оглядово-прицільні радіолокатори. |                 |
| Рубін                                                | державна  | Черкаська область / Умань              | Капітальний ремонт і модернізація засобів радіоелектронної боротьби і розвідки. |                 |
| Оризон-Навігація                                     | державна  | Черкаська область / Сміла              | |                 |
| Чернігівський завод радіоприладів                    | приватна  | Чернігівська область / Чернігів        | Виробництво електроніки космічного призначення: радіометричні системи для української ракети-носія «Зеніт», системи «Квант» для російських пілотованих і непілотованих супутників. |                 |

## Індивідуальне спорядження
| Назва                                             | Власність | Область/Населений пункт | Сфера діяльності                                | Роки діяльності |
| ------------------------------------------------- | --------- | ----------------------- | ----------------------------------------------- | --------------- |
| Темп-3000                                         | приватна  | смт. Ворзель            |                                                 |                 |
| Матеріалознавство                                 | приватна  | Київ                    |                                                 |                 |
| Балістика                                         | приватна  | Київ                    |                                                 |                 |
| M-TAC                                             | приватна  | Київ                    | Військовий одяг, засоби індивідуального захисту |                 |
| Ферро Макс Протект                                | приватна  | Мелітополь              |                                                 |                 |
| Білоцерківський механічний завод                  | приватна  | Біла церква             |                                                 |                 |
| Харківський завод засобів індивідуального захисту | приватна  | Харків                  |                                                 |                 |

## Стрілецька зброя
| Назва                                  | Власність | Область/Населений пункт                      | Сфера діяльності | Роки діяльності |
| -------------------------------------- | --------- | -------------------------------------------- | --- | --------------- |
| НВО «Форт»                             | державна  | Вінницька область / Вінниця                  | Виробництво стрілецької зброї та боєприпасів. |                 |
| НВП «Валар»                            | приватна  | Івано-Франківська область / Івано-Франківськ | Виконання науково-дослідницьких та дослідно-конструкторських робіт за замовленням і передачею документації своєму партнеру для спільного серійного виробництва. |                 |
| Зброяр                                 | приватна  | Київ                                         | |                 |
| Маяк                                   | приватна  | Київ                                         | Розробки, виготовлення, реалізації, ремонту, модернізації та утилізації озброєння, військової техніки, військової зброї.                                        |                 |
| Науковий центр точного машинобудування | державна  | Київ                                         | |                 |
|                                        |           |                                              | |                 |

## Суднобудування
| Назва                                                                | Власність | Область/Населений пункт         | Сфера діяльності | Роки діяльності |
| -------------------------------------------------------------------- | --------- | ------------------------------- | --- | --------------- |
| Кузня на Рибальському                                                | приватна  | Київ                            | Машинобудівне підприємство широкого спектра. Зокрема будівництво морських/річкових кораблів і бронетранспортерів. |                 |
| Дослідно-проектний центр кораблебудування                            | державна  | Миколаївська область / Миколаїв | Провідне КБ України в галузі проектування бойових надводних кораблів. |                 |
| Миколаївський суднобудівний завод                                    | приватна  | Миколаївська область / Миколаїв | Суднобудівне підприємство. |                 |
| НВКГ «Зоря» — «Машпроект»                                            | приватна  | Миколаївська область / Миколаїв | Науково-виробничий комплекс газотурбобудування для морських кораблів та суден, для електроенергетики та газотранспортних магістралей. |                 |
| ЦКБ «Смарагд»                                                        | державна  | Херсонська область / Херсон     | Проектування морських транспортних, допоміжних, науково-дослідних та інших судів, кораблів, доків та інших плавучих споруд усіх класів і призначень. |                 |
| Херсонський державний завод суднового обладнання і суднової арматури | державна  | Херсонська область / Херсон     | Провідне підприємство по виробництву гідроциліндрів, суднової арматури і суднового обладнання. Завод також спеціалізується на виготовленні виробів суднового обладнання: шлюпбалки, спускопідйомні пристрої (СПУ), лебідки, прямокутні ілюмінатори, якірні пристрої, рукави високого тиску та інше. |                 |
| Херсонський державний завод «Палада»                                 | державна  | Херсонська область / Херсон     | Сфера діяльності — виготовлення стаціонарних і плавучих споруд: залізобетонні та композитні доки і понтони, стаціонарні і плавучі морські та річкові причали. |                 |
| Ізмаїльський судоремонтний завод                                     | приватна  | Одеська область / Ізмаїл        | Здійснює ремонт морських і річкових суден доковою вагою до 4 тис. тонн і довжиною до 120 метрів. Підприємство займає близько 60 % ринку послуг із ремонту і модернізації суден типу «річка — море» в Одеському регіоні.                                                                             | 1947-н.д        |

## Сухопутна техніка
| Назва                                                                       | Власність | Область/Населений пункт                      | Сфера діяльності | Роки діяльності |
| --------------------------------------------------------------------------- | --------- | -------------------------------------------- | --- | --------------- |
| 45-й експериментальний механічний завод                                     | державна  | Вінницька область / Вінниця                  | Завод є провідним підприємством з виробництва технічних засобів транспортування, заправки, перекачування і зберігання нафтопродуктів. |                 |
| УД НДІ Конструкційних матеріалів «Прометей»                                 | державна  | Донецька область / Маріуполь                 | Дослідження і розробки в галузі природничих та технічних наук |                 |
| Житомирський бронетанковий завод (ЖБТЗ)                                     | державна  | Житомирська область / смт. Новогуйвинське    | Завод спеціалізується на капітальному ремонті та модернізації бронетанкового озброєння та техніки (далі —БТОТ): БМП-1 та БМП-1М, БМП-2 та БМП-2К, БМД-1, БМД-2, ГМ-575, ГМ-568, ГМ-578, БРЕМ-2, БТР-50ПК, БТР-Д, БРДМ-2. Підприємство також виконує капітальний ремонт окремих агрегатів та вузлів зазначеної техніки (зокрема, дизельних двигунів УТД-20, 5Д20-240, В-2 та В-6, В2-500, В-55, ЯМЗ-236/238/240), виготовленні запасних частин до БТОТ, нестандартного та паркового обладнання для військ і ремонтних заводів. |                 |
| Запорізький автомобільний ремонтний завод                                   | державна  | Запорізька область / Запоріжжя               | Авторемонт вантажних авто, розширення і модернізація причепів і напівпричепів, ремонт тентів. |                 |
| Івано-Франківський котельно-зварювальний завод                              | державна  | Івано-Франківська область / Івано-Франківськ | Виробництво та постачання газотрубних котлів. |                 |
| ВО «Карпати»                                                                | державна  | Івано-Франківська область / Івано-Франківськ | Виробництво автоматизованих систем управління комплексами ППО. На даний час підприємство спеціалізується на випуску електрообладнання для легкових автомобілів. |                 |
| Дніпро Спецтех                                                              | приватна  | Київ                                         | Виробництво комплектуючих та запасних частин для ходової, трансмісії та систем забезпечення руху бронетранспортерів БТР-60(-70,-80), БРДМ. Вузли зчеплення БМП. |                 |
| КБ «Артилерійське озброєння»                                                | державна  | Київ                                         | Дослідницькі, проектно-конструкторські, технологічні роботи, спрямовані на створення сучасних зразків артилерійського та стрілецького озброєння, боєприпасів, а також виробництво зброї та боєприпасів. |                 |
| Київський автомобільний ремонтний завод                                     | державна  | Київ                                         | Капітальний ремонт дизельних двигунів, вантажних автомобілів, гусеничних бойових машин. Складання нових автомобілів і силових агрегатів КамАЗ. |                 |
| Київський бронетанковий завод (КБТЗ)                                        | державна  | Київ                                         | Виробництво легкого бронетанкового озброєння, капітальний ремонт та модернізація бронетанкової, інженерної та бойової техніки, ракетно-артилерійського озброєння, виготовлення запасних частин для бронетанкового озброєння і техніки |                 |
| Київський завод автоматики ім. Г. І. Петровського                           | приватна  | Київ                                         | Приладобуде підприємство в області прецизійної гіроскопічної техніки. Прилади управління морським озброєнням. Навігаційне обладнання. Прилади стабілізації озброєння та обладнання для бронетехніки. Обладнання для автоматизації підприємств газової галузі та енергетики; |                 |
| Українська бронетехніка (Ukrarmor)                                          | приватна  | Київ                                         | Виробництво бронемашин («Варта», «Новатор»), мінометів (МП-60, УПІК-82, МП-120) та боєприпасів. |                 |
| Львівський бронетанковий завод (ЛБТЗ)                                       | державна  | Львівська область / Львів                    | Капітальний ремонт танків, танкових тягачів, інженерних машин, виробництво продукції для народного господарства. |                 |
| Львівський автомобільний ремонтний завод                                    | державна  | Львівська область / Львів                    | Ремонт автомобільної техніки. |                 |
| Миколаївський бронетанковий завод                                           | державна  | Миколаївська область / Миколаїв              | Виготовлення та модернізація легкоброньованої колісної техніки. |                 |
| Кременчуцький автомобільний завод (КрАЗ)                                    | приватна  | Полтавська область / Кременчук               | Один з найбільших в Європі виробників великовантажних автомобілів військового та цивільного призначення. |                 |
| Рівненський автомобільний ремонтний завод                                   | державна  | Рівненська область / Рівне                   | Капітальний ремонт двигунів та агрегатів сімейства ЗІЛ, ГАЗ, УАЗ. Встановлення дизельного двигуна «Mercedes» (OM366 I, OM366 A, OM366 LA) на автомобіль ЗІЛ-131. Переобладнання ЗІЛ-131 на пожежний ЗІЛ-131. Виробництво товарів народного споживання. |                 |
| Харківський завод спеціальних машин                                         | державна  | Харківська область / Харків                  | Розроблення, виготовлення, реалізація, ремонт, модернізація та утилізація озброєння, військової і спеціальної техніки та боєприпасів. |                 |
| Харківський автомобільний завод                                             | державна  | Харківська область / Харків                  | Ремонт гусеничних бронетранспортерів-тягачів і гусеничних машин спеціального призначення. Ремонт колісних вантажівок і тягачів, тракторів, автобусів (УРАЛ-4320, ГАЗ-66, ЗІЛ-131, КрАЗ-256Б1, КрАЗ-6510, МАЗ-543, КрАЗ-255, МАЗ-537). Ремонт двигунів (Д12А-525, серій ЯМЗ і ЯАЗ, В-2-450-АВ, В-46-4). Виробництво товарів народного споживання, лиття із чавуну. |                 |
| Харківський бронетанковий завод (ХБТЗ)                                      | державна  | Харківська область / Харків                  | Ремонт всіх модифікацій танків: Т-54, Т-55, Т-62, Т-64, Т-72, Т-80. Ремонт всіх модифікацій двигунів: В-2, В-55, В-46, В-84, 5ТДФ, 6ТД, ГТД-1100, ГТД-1250. Ремонт спецтехніки: ПТС-2. Родернізація танку Т-55 до рівня Т-55-64; танку Т-72 до рівня Т-72-5ТДФ; танку Т-64 до рівня Т-64Е; двигуна 5ТДФ до рівня 5ТДФЕ. Виробництво бойових машин: БМП-55, БМП-64, БМП-К-64, легкого штурмового автомобілю. Виробництво спецтехніки: гусеничної пожежної машини ГПМ-64, мостового танку МТ-64, тракторів ПТ-14, ПТ-14С. Виробництво дистанційно керованих бойових модулів: БМ-125, ГШ-23Л, «Блик-2», «Утес-1». Виробництво автономних енергоагрегатів: АЕА-5, АЕА-10.                                  |                 |
| Харківський механічний завод                                                | державна  | Харківська область / Харків                  | Виробництво: обладнання газового пожежогасіння; вогнегасники вуглекислотні пересувні ВВК; модулі газового автономного пожежогасіння МГАП; вентилятори осьові В06-300; двері металеві протиударні вогнестійкі вхідні; вентилі, відводи, згони, фланці, фітинги (муфти, косинці, трійники); конвектори для опалення АКОРД і БІАККОРД; метизи (цвяхи, шурупи, самонарізні гвинти). |                 |
| Харківський завод транспортного устаткування                                | державна  | Харківська область / Харків                  | Виробництво устаткування для нафтогазопромислового галузі. Автоцистерни для транспортування обважнених розчинів, використовуваних при обслуговуванні та ремонті нафтових і газових свердловин. Виробництво автотопаливозаправочної техніки на шасі автомобілів КрАЗ, КамАЗ, МАЗ місткістю 7, 9, 14 тис. літрів для заправки і транспортування світлих нафтопродуктів. |                 |
| Харківське конструкторське бюро машинобудування імені О. О. Морозова (ХКБМ) | державна  | Харківська область / Харків                  | КП ХКБМ спеціалізується на розробці і виробництві бронетанкової техніки. Компетенція КП ХКБМ в даній сфері охоплює весь процес створення того чи іншого зразка, від першої лінії на кресленні і до подальшого удосконалення уже існуючої машини. Номенклатура розроблених КП ХКБМ гусеничних машин включає основні бойові танки Ятаган, Оплот, Т-80УД, важку бойову машину піхоти БТМП-84 і броньовану ремонтно-евакуаційну машину БРЕМ-84. На додаток до вищевказаних основних сфер діяльності, КП ХКБМ розробляє різну цивільну продукцію, включаючи обладнання для металургійної промисловості, обладнання для поводження з радіоактивними відходами, спецтехніку на важкої гусеничної базі і т. д. |                 |
| Харківський приладобудівний завод ім. Т.Г. Шевченка                         | державна  | Харківська область / Харків                  | Багатопрофільне, структуроване приладобудівне підприємство. |                 |
| Завод ім. В. О. Малишева                                                    | державна  | Харківська область / Харків                  | ДП «Завод ім. В. А. Малишева» спеціалізується на випуску та модернізації важкої і легкої бронетехніки для МО України і інозамовників. Це танк БМ «Оплот», модернізація танка Т-64 до виду БМ «Булат», бронетранспортери БТР-3, БТР-4, модернізація бронетранспортерів БТР-50. Виготовлення дизельних двигунів для воєнної і цивільної техніки. |                 |
| Харківське конструкторське бюро з двигунобудування                          | державна  | Харківська область / Харків                  | Проектування дизельних двигунів військового і цивільного призначення. |                 |
| Зміївський ремонтний енергомеханічний завод                                 | державна  | Харківська область / Зміїв                   | Капітальний ремонт енергетичного та наземного обладнання для зенітно-ракетних систем, радіолокаційних станцій ППО; |                 |
| Лозівський ковальсько-механічний завод                                      | приватна  | Харківська область / Лозова                  | Завод є лідером у виробництві поковок складної форми і підвищеної точності, елементів трансмісій і шасі для тракторів, дорожньо-будівельної техніки, для тракторної техніки, рухомого складу залізниць. Є найбільшим в Україні виробником корпусів і трансмісій для легкої бронетехніки. |                 |
| Шепетівський ремонтний завод                                                | державна  | Хмельницька область / Шепетівка              | Ремонт ракетно-артилерійського озброєння. Технічне обслуговування та ремонт базових шасі. Виготовлення нестандартного технологічного обладнання, контрольно-перевірочних та випробувальних стендів. Виготовлення запасних частин, інструменту та приладдя для ракетно-артилерійського озброєння. |                 |
| НТК «Завод точної механіки»                                                 | державна  | Хмельницька область / Кам'янець-Подільський  | Виробництво автоматичного артилерійського озброєння, а також запасних частин і комплектуючих. |                 |
| НВК «Фотоприлад»                                                            | державна  | Черкаська область / Черкаси                  | Системи прицілювання, наведення і управління вогнем бронетанкової техніки, бойових вертольотів, артилерії. Системи управління протитанкових ракетних комплексів вертольотів і наземних засобів. Прилади нічного бачення. Апаратура обробки матеріалів аеро- і космічної фоторозвідки. |                 |
| Черкаський авторемонтний завод                                              | державна  | Черкаська область / Черкаси                  | Здійснює ремонт і переобладнання автомобільної та спеціальної техніки для потреб міністерства оборони України. |                 |
| Ніжинський ремонтний завод інженерного озброєння                            | державна  | Чернігівська область / Ніжин                 | Капітальний ремонт засобів інженерного озброєння: вантажопідйомна техніка (автомобільні крани в / п 6,3 — 20 т, автопідйомники, автонавантажувачі); — землерийна техніка (екскаватори ЕОВ-4421, ПЗМ-2, МДК, БАТ, грейдери, бульдозери); — десантно-переправних техніка (ПММ, ПТС, ПМП). |                 |

## Спецпідприємства
| Назва                    | Власність | Область/Населений пункт | Сфера діяльності | Роки діяльності |
| ------------------------ | --------- | ----------------------- | --- | --------------- |
| ДГЗП «Спецтехноекспорт»  |           | Київ                    | Організація, для ведення експортно-імпортної діяльності на зовнішніх ринках озброєнь. |                 |
| ДК «Укрспецекспорт»      |           | Київ                    | Є уповноваженим державою посередником у здійсненні зовнішньоекономічної діяльності у сфері експорту та імпорту продукції і послуг військового та спеціального призначення.                |                 |
| ДП «Укроборонсервіс»     |           | Київ                    | Реалізація інтересів України у сфері експорту та імпорту продукції та послуг військово-технічного та спеціального призначення.                                                            |                 |
| ДГЗІФ «Укрінмаш»         |           | Київ                    | Торгові поставки озброєння, боєприпасів, техніки спеціального призначення. |                 |
| ДП СЗФ «Прогрес»         |           | Київ                    | Здійснює реалізацію сучасної військової техніки поточного виробництва та технологій. |                 |
| ДП ЗФ «ТАСКО-Експорт»    |           | Київ                    | Торгівля: військово-морською технікою й озброєнням / авіаційною технікою / Бронетехнікою / Засобами зв'язку / Засобами ППО / Інженерною технікою / Ракетно-артилерійським озброєнням.     |                 |
| ДЗІП «Промоборонекспорт» |           | Київ                    | Компанія з експорту та імпорту продукції і послуг військового та спеціального призначення «Укрспецекспорт», і є уповноваженим державним спецекспортером.                                  |                 |
| ДП «Укроборонресурси»    |           | Київ                    | Реалізація брухту та відходів чорних і кольорових металів, інших вторинних ресурсів в інтересах Міністерства оборони України та інших військових формувань на умовах комісійної торгівлі. |                 |
| ДП «Укроборонлізинг»     |           | Київ                    | Утилізація зброї, оброблення металевих відходів та брухту, діяльність у сфері оборони. |                 |

## Інші підприємства
| Назва                                                           | Власність | Область/Населений пункт           | Сфера діяльності | Роки діяльності |
| --------------------------------------------------------------- | --------- | --------------------------------- | --- | --------------- |
| ДП «277-й центральний ремонтний завод електротехнічних засобів» |           | Чернігівська область / Ніжин      | |                 |
| ДП «464-й військовий завод»                                     |           | Одеська область / Одеса           | Виробництво кузовів автомобільних кухонь ПАК-200; ізотермічних кузовів; хлібних кузовів; причіпних кухонь КП-125, КП-130, КО-75; цистерн для води ЦВ-4; термосів ТВН-12, ТН-36. Ремонт холодильних шаф, побутових холодильників, електричних плит, котлів для варіння |                 |
| ДП «732-й військовий завод»                                     |           | Вінницька область / Вінниця       | Здійснює діагностику, ремонт і технічне обслуговування спеціальної автомобільної техніки радянського виробництва. |                 |
| ДП «Мікротек»                                                   |           | Київ                              | Розробка і виробництво системи активної і динамічного захисту для бронетанкової техніки. |                 |
| «Спаринг-ВІСТ Центр»                                            |           | Львівська область / Львів         | Розробка, виробництво та ремонт приладів і систем радіаційного контролю. |                 |
| НВФ «Імкас»                                                     |           | Дніпропетровська область / Дніпро | Розробка і виробництво глушників звуку пострілу для стрілецької зброї. |                 |

## Підприємства на окупованих територіях
| Назва                             | Область/Населений пункт | Сфера діяльності                  |
| --------------------------------- | ----------------------- | --------------------------------- |
| КП «Феодосійський оптичний завод» | АРК / Феодосія          | Широкий спектр оптичної продукції |

| Назва                                         | Область/Населений пункт | Сфера діяльності |
| --------------------------------------------- | ----------------------- | --- |
| ДП СВТБ «Полум'я»                             | АРК / Севастополь       | Підприємство спеціалізується у напрямку вибухопожежозахисту на кораблях флоту. |
| ДП ЦКБ «Чорноморець»                          | АРК / Севастополь       | Розробка конструкторсько-технологічної документації для проведення ремонту, переобладнання, модернізація кораблів і суден ВМС. |
| ДП КТБ «Судокомпозит»                         | АРК / Феодосія          | Виготовлення великогабаритних склопластикових конструкцій (кораблі, катери, моторні боти, кабіни для електровозів і тепловозів, цистерни) |
| ДП «Феодосійський судномеханічний завод»      | АРК / Феодосія          | Ремонт кораблів та суден, систем та механізмів, суднових двигунів типу М500 та М50. |
| ДП «Склопластик»                              | АРК / Феодосія          | Проектування і виробництво склопластикових суден (рятувальні шлюпки, катери) для військового, транспортного та риболовецького флоту. Ремонт корпусів суден. |
| ВАТ Феодосійська суднобудівна компанія «Море» | АРК / Феодосія          | Суднобудівний завод, що спеціалізується на виробництві швидкісних кораблів і суден з динамічними принципами підтримки (на підводних крилах, на повітряній подушці, на каверні, глісерів), прогулянкових яхт і катерів з корпусами з алюмінієво-магнієвих сплавів. |

| Назва                                                          | Область/Населений пункт      | Сфера діяльності |
| -------------------------------------------------------------- | ---------------------------- | --- |
| ПАТ Завод «Фіолент»                                            | АРК / Севастополь            | Системи управління корабельної автоматики. Прецизійні електричні машини малої потужності. |
| ДП «Севастопольське авіаційне підприємство»                    | АРК / Севастополь            | Капітальний ремонт вертольотів Ка-25, Ка-27, Мі-8, Мі-14, Мі-17 всіх модифікацій, їх агрегатів та обладнання. Капітальний ремонт наземних засобів забезпечення польотів, зв'язку та навігації (як стаціонарних, так і на шасі автомобілів). |
| ДП «НДІ аеропружних систем»                                    | АРК / Феодосія               | Розробка і виробництво парашутних систем різного призначення. Розробка і виробництво літальних апаратів, легших за повітря. |
| ДП НДЦ «Вертоліт»                                              | АРК / Феодосія               | Переобладнання та випробування вертольотів. |
| ДП «Євпаторійський авіаційний ремонтний завод»                 | АРК / Євпаторія              | Оперативне і періодичне технічне обслуговування за всіма формами регламенту ТО літаків Ан-12, Ан-24, Ан-26, Ан-32, Як-42. Технічне обслуговування за формами ТО-10000 і ТО-20000 літаків Як-42. Переобладнання літаків Ан-12. Капітальний ремонт повітряних гвинтів: АВ-68І серії 04А, АВ-68ДМ, АВ-68Д, АВ-72. Капітальний ремонт літаків Бе-12. Капітальний ремонт агрегатів і обладнання літаків. |
| Національний центр управління та випробувань космічних засобів | АРК / Євпаторія              | установа, яка підпорядкована Державному космічному агентству України та здійснює управління польотами космічних апаратів, дослідження далекого космосу з використанням власних технічних засобів, контроль космічного простору та геофізичний моніторинг, випробування космічної техніки. |
| ДП «Луганський авіаційний ремонтний завод»                     | Луганська область / Луганськ | Капітальний ремонт: авіаційних двигунів ТВ2-117, ТВ3-117. Капремонт агрегатів паливної, масляної, повітряної систем, а також агрегатів електроавтоматики зазначених двигунів, головних вертолітних редукторів ВР-24, ВР-14, ВР-8. Ремонт: двигунів Р29-300 (серії 1, 2, 3, 4), Р35-300 (серії ОА та ОА-2).                                                                                          |

| Назва                              | Область/Населений пункт    | Сфера діяльності |
| ---------------------------------- | -------------------------- | --- |
| ДП «КБ Радіозв'язку»               | АРК / Севастополь          | Розробка і виготовлення систем радіозв'язку військового та цивільного призначення. |
| ДП «НДІ Комплексної автоматизації» | Донецька область / Донецьк | Розробка радіоелектронних засобів і комплексів радіоелектронного придушення. |
| ДАХК «Топаз»                       | Донецька область / Донецьк | Розробка і виробництво складних радіотехнічних систем і комплексів, в тому числі унікальних комплексів дальньої радіотехнічної розвідки та раннього попередження систем протиповітряної оборони, зокрема станції радіотехнічної розвідки «Кольчуга» |
| ДП ДКБ «Промінь»                   | Донецька область / Донецьк | Будування суден і плавучих конструкцій. Виробництво підшипників, зубчастих передач, елементів механічних передач і приводів. |

| Назва                                        | Область/Населений пункт        | Сфера діяльності |
| -------------------------------------------- | ------------------------------ | --- |
| Донецький казенний завод хімічних виробів    | Донецька область / Донецьк     | Спорядження артилерійських боєприпасів та авіаційних бомб вибуховою речовиною. Виробництво динамічного захисту для танків. Виробництво промислових вибухових речовин;                                                         |
| ДП Макіївський Державний проектний інститут  | Донецька область / Макіївка    | Проектно-пошукові роботи з промислового і цивільного будівництва. |
| Рубіжнянський казенний хімічний завод «Зоря» | Луганська область / Рубіжне    | Виробництво промислових вибухових речовин на основі тротилу. |
| ДП ВО «Луганський верстатобудівний завод»    | Луганська область / Луганськ   | |
| ХКО ім. Г.І. Петровського                    | Луганська область / Петровське | Виробництво вибухових речовин, балістичних порохів. |
| ДП «Луганський патрон»                       | Луганська область / Луганськ   | Виробництво набоїв. |
| ДП «Хімічний завод «Південний»               | Луганська область / Рубіжне    | Виробництво вибухових речовин: грануліт УРП, ароматичних нітросполук: 2-нітротолуол, 4-нітротолуол, динітротолуол з низькою температурою кристалізації та смол карбамідоформальдегідних: КФ-МТС-15, КФ-Б, КФ-Ж, КФ-ТИ, КФС-К. |